# 28738 Carolinolan
28738 Carolinolan è un asteroide della fascia principale. Scoperto nel 2000, presenta un'orbita caratterizzata da un semiasse maggiore pari a 2,4115822 UA e da un'eccentricità di 0,0955285, inclinata di 6,12409° rispetto all'eclittica.